# Калмыцкая Автономная Советская Социалистическая Республика
Калмы́цкая Автоно́мная Сове́тская Социалисти́ческая Респу́блика (Калмы́цкая АССР, калм. Хальмг Автономи Советск Социалистическ Республик) — автономная республика в составе РСФСР, существовавшая с перерывами в 1935—1943 и 1958—1991 годах. В мае 1991 года была преобразована в Калмыцкую Советскую Социалистическую Республику, а в феврале 1992 года — в Республику Калмыкия.

## История

### Довоенный период
Калмыцкая АССР была образована на основании постановления Президиума ЦИК от 20 октября 1935 года путём преобразования одноимённой автономной области. Принятие решения было приурочено к 15-летию Калмыцкой автономной области, обосновывалось крупными успехами в экономическом и культурном строительстве, подготовкой национальных кадров, способных руководить социалистическим хозяйством и культурным строительством республики. 20 февраля 1936 года состоялся I республиканский съезд Советов Калмыцкой АССР.
В 1937 году была принята Конституция Калмыцкой АССР. Постановлением ВЦИК от 24.01.1938 года "Об образовании новых улусов (районов) в Калмыцкой АССР" были образованы Яшалтинский (в результате разукрупнения Западного улуса), Юстинский (в результате разукрупнения Приволжского улуса), Улан-Хольский улус (за счет разукрупнения Долбанского и Лаганского улусов),
Приютинский и Троицкий (за счёт ликвидации Центрального улуса), Мало-Дербетовский и Кетченеровский улусы (за счёт разукрупнения Сарпинского улуса).
В 1939 году общая численность населения Калмыцкой АССР составила 179,4 тыс. человек.

### Национальный состав
В 1939 году национальный состав был представлен следующим образом (по районам и г. Элисте):

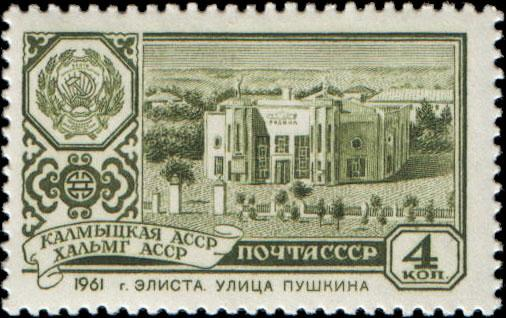
Почтовая марка СССР, 1961 год. г. Элиста, ул. Пушкина

| Народ                                            | Элиста          | Долбанский район | Западный район | Кетченеровский район | Лаганский район | Мало-Дербетовский район | Приволжский район | Приютинский район | Сарпинский район | Троицкий район | Улан-Хольский район | Черно-земельский район | Юстинский район | Яшалтинский район |
| ------------------------------------------------ | --------------- | ---------------- | -------------- | -------------------- | --------------- | ----------------------- | ----------------- | ----------------- | ---------------- | -------------- | ------------------- | ---------------------- | --------------- | ----------------- |
| Калмыки                                          | 3 494 (20,4 %)  | 8 297 (33,3 %)   | 3 982 (35 %)   | 10 545 (81 %)        | 9 113 (47,5 %)  | 7 861 (40,6 %)          | 10 100 (61,8 %)   | 8 638 (47,6 %)    | 4299 (34 %)      | 6 046 (51,4 %) | 12 875 (79 %)       | 10 906 (69,1 %)        | 8 218 (93,8 %)  | 3 543 (20,3 %)    |
| Русские                                          | 13 074 (76,3 %) | 15 548 (62,4 %)  | 6 205 (54,5 %) | 2 214 (17,2 %)       | 9 004 (46,7 %)  | 11 286 (58,6 %)         | 4 178 (25,5 %)    | 8 638 (51,2 %)    | 8 191 (64,6 %)   | 5 544 (47,1 %) | 2 427 (14,6 %)      | 3 915 (24,8 %)         | 469 (5,4 %)     | 10 121 (57,9 %)   |
| Казахи                                           | …               | 242 (1 %)        | …              | …                    | 712 (3,7 %)     | …                       | 909 (5,6 %)       | …                 | …                | …              | 510 (3,1 %)         | 207 (1,3 %)            | …               | …                 |
| Татары                                           | …               | 603 (2,4 %)      | …              | …                    | 154 (0,8 %)     | …                       | 1 018 (6,2 %)     | …                 | …                | …              | 304 (1,9 %)         | …                      | …               | …                 |
| Немцы                                            | …               | …                | 971 (8,5 %)    | …                    | …               | …                       | …                 | …                 | …                | …              | …                   | …                      | …               | 2 979 (17 %)      |
| Грузины                                          | …               | …                | …              | …                    | …               | …                       | …                 | …                 | …                | …              | …                   | 447 (2,8 %)            | …               | …                 |
| Эстонцы                                          | …               | …                | …              | …                    | …               | …                       | …                 | …                 | …                | …              | …                   | …                      | …               | 425 (2,4 %)       |
| Украинцы                                         | 187 (1,1 %)     | …                | …              | …                    | …               | …                       | …                 | …                 | …                | …              | …                   | 106 (0,7 %)            | …               | …                 |
| Всего                                            | 17 128          | 24 919           | 11 387         | 12 875               | 19 171          | 19 360                  | 16 348            | 16 877            | 12 629           | 11 745         | 16 228              | 15 777                 | 8 751           | 17 480            |
| Показаны народы c численностью более 100 человек |                 |                  |                |                      |                 |                         |                   |                   |                  |                |                     |                        |                 |                   |

### Калмыцкая АССР в период Великой Отечественной войны. Ликвидация АССР
В годы Великой Отечественной войны часть Калмыцкой АССР была временно оккупирована немецко-румынскими войсками.
10 августа 1942 года немцы заняли райцентр Приютное, а 12 августа — Элисту. В оккупированной Элисте было размещено специальное немецкое подразделение для борьбы с советскими партизанами и разведывательно-диверсионными группами, возглавляемое полковником Вольфом, началось создание вооружённых охранно-полицейских формирований из местных жителей. Сформированные из местных жителей вооружённые формирования использовались немцами для охраны объектов, несения патрульной службы, охраны флангов немецких подразделений, ведения разведки и наблюдения, борьбы с советскими партизанами и разведывательно-диверсионными группами, позднее был сформирован Калмыцкий кавалерийский корпус.
На оккупированной территории Калмыцкой АССР развернулось партизанское движение.
19 ноября 1942 года советские войска перешли в наступление.
21 ноября 1942 года была освобождена Хулхута, 27 декабря — Яшкуль. 1 января 1943 года ударная группа 28-й армии овладела Элистой и вышла на рубеж Ремонтное — Приютное, где соединилась с частями 51-й армии. Вскоре была освобождена вся территория республики. В период оккупации была разрушена столица республики Элиста и улусные центры, хозяйства 124 колхозов, 10 совхозов и 14 МТС, общественные здания, мастерские и сооружения, школы, больницы, клубы и дома культуры. Население республики приступило к восстановлению разрушенного хозяйства. Уже к осени 1943 года число хозяйств и предприятий республики почти достигло довоенной цифры: работало 142 колхоза, 17 МТС, 13 совхозов, 53 предприятия местной промышленности и промысловой кооперации.
Вооружённые банды, среди которых были бывшие полицейские, легионеры и дезертиры, продолжали действовать на территории Калмыкии после отступления немецких войск. К концу декабря 1943 года эти группы были в основном ликвидированы, продолжали действовать лишь 4 группы общей численностью 17 человек.
В соответствии Указом Президиума ВС СССР от 27 декабря 1943 года «О ликвидации Калмыцкой АССР и образовании Астраханской области в составе РСФСР» республика была упразднена. Калмыцкое население по национальному признаку (калмыки) в ходе операции «Улусы» в конце 1943 — начале 1944 года было депортировано в восточные районы страны по обвинению в предательстве интересов Родины. Территория республики была разделена между Ставропольским краем, Астраханской, Ростовской и Сталинградской областями, а столица — город Элиста переименован в Степной.
25 февраля 1947 года упоминание об автономии было исключено из ст. 22 Конституции СССР. 13 марта 1948 года аналогичное изменение было внесено и в Конституцию РСФСР.

### Восстановление национальной автономии
В соответствии с решениями XX съезда КПСС Верховный Совет СССР на шестой сессии в феврале 1957 года утвердил Указ Президиума Верховного Совета Союза ССР от 9 января 1957 года «Об образовании Калмыцкой автономной области в составе РСФСР».
Калмыцкая автономная область создавалась урезанной от прежней территории, которая была до репрессий: часть территории осталась в составе Астраханской области и Ставропольского края по настоящее время. Область восстанавливалась в измененном составе (10 сельских районов — Западный, Яшалтинский, Приютненский, Сарпинский, Приозёрный, Целинный, Каспийский, Яшкульский, Юстинский, Черноземельский) с центром в Элисте (которой вернули прежнее название). Общая площадь равнялась 75,9 тыс. кв. км. В течение 1957—1959 годов из различных районов Сибири, Средней Азии и Казахстана в родные степи возвратилось 18 158 семей (72 665 человек).
29 июля 1958 года Президиум Верховного Совета СССР принял решение о преобразовании автономной области в автономную республику. Население (по переписи 1959) составило 184,9 тыс. человек. 28 октября 1958 года в Элисте в торжественной обстановке открылась первая сессия Верховного Совета Калмыцкой АССР. 25 декабря того же года в ст. 22 Конституции СССР 1936 года было возвращено упоминание об автономной республике, а спустя 2 дня упоминание о Калмыцкой АССР было снова включено в ст. 14 Конституции РСФСР 1937 года.
18 октября 1990 года Верховный Совет Калмыцкой АССР принял Декларацию о государственном суверенитете, в соответствии с которой АССР была преобразована в Калмыцкую ССР. 24 мая 1991 года Съезд народных депутатов РСФСР утвердил данное решение, внеся поправку в ст. 71 Конституции РСФСР 1978 года.
20 февраля 1992 года Верховный Совет Калмыкии установил наименование «Республика Калмыкия — Хальмг Тангч». Через 2 месяца (21 апреля) новое название республики утверждено Съездом народных депутатов России.